# Guillermo Rivarola
Guillermo Daniel Rivarola (Villa Huidobro, 11 ottobre 1968) è un allenatore di calcio ed ex calciatore argentino, di ruolo difensore.

## Palmarès

### Giocatore

#### Competizioni nazionali
- Campionato argentino: 5

River Plate: Apertura 1991, Apertura 1993, Apertura 1994, Apertura 1996
San Lorenzo: Clausura 2001
- Primera División A: 1

Pachuca: Invierno 1997

#### Competizioni internazionali
- Coppa Libertadores: 1

River Plate: 1996
- Coppa Mercosur: 1

San Lorenzo: 2001

### Allenatore
- CONCACAF Champions League: 1

Pachuca 2009-2010